# マルチニックの少年
『マルチニックの少年』（マルチニックのしょうねん、原題：Rue Cases-Nègres）は、1983年制作のフランスのドラマ映画。
カリブ海に浮かぶフランスの海外県の島マルティニーク（マルチニック）を舞台に、1人の少年の目を通して貧困と矛盾に満ちた1930年代の島の生活を描く。マルティニーク出身の作家ジョゼフ・ゾベルの少年時代に基づいた半自伝的小説を原作に、同郷のユーザン・パルシー監督が映画化。ユーザン・パルシーの初の劇場映画監督作品であり、第40回ヴェネツィア国際映画祭新人賞・女優賞や第9回セザール賞新人監督作品賞を受賞するなど高い評価を受けた。

## あらすじ
1930年代のフランス領マルチニック。19歳の少年ジョゼは早くに両親と死別し、サトウキビ畑で働く優しい祖母ママンティンと暮らしている。ジョゼはママンティンから人間としての誇りを忘れてはいけない事、村の長老メドゥーズから祖国アフリカの話や、かつての奴隷が今は搾取される雇用者の身に変わっただけだという事を聞かされて育つ。
勉強好きで成績優秀な彼は、奨学金を受けて町の学校に進むよう勧められる。ジョゼは奨学生の資格試験に見事合格した。ジョゼはママンティンと共に町に移り住み、ママンティンは孫の学資を稼ぎ始める。だがその矢先、ジョゼのための新しいシャツを作るために故郷に帰ったママンティンが突然病没してしまう。さらに、同級生で一緒に奨学生の資格試験に合格したレオポルドが「ベケ」（白人）による農場の黒人冷遇を暴こうとして、それが記録された帳簿を盗み出して逮捕されてしまう。

## キャスト
- ジョゼ：ギャリー・カドナ
- ママンティン：ダーリン・レジティム
- メドゥーズ：ドゥータ・セック
- レオポルド：ローラン・サン＝シール